# Nikolaj Davydenko
Nikolaj Vladimirovič Davidenko (rus. Николай Владимирович Давыденко, ukr. Микола Володимирович Давиденко); (Siverodoneck, Ukrajina, 2. srpnja 1981.); ruski je umirovljeni tenisač ukrajinskog podrijetla.
Najveći uspjesi su mu osvajanje dva turnira iz Marters serije: Paris 2006. i Miami 2008. godine. Na grand slam turnirima je čak četiri puta došao do polufinala, ali nijednom nije zaigrao u finalu. 
Godine 2008. je igrao u finalu Mastersa, ali je izgubio od Novaka Đokovića (1:6, 5:7). Nikolaj Davidenko savladao je 29. studenog 2009. u finalu ATP World Tour Finalsa u Londonu Argentinca Juana Martina del Potra 6-3, 6-4 nakon jednog sata i 24 minute igre, i time postao pobjednik ATP finala.

## Vanjske poveznice
- Profil Nikolaja Davidenka
- International Tennis Federation - DAVYDENKO  Arhivirana inačica izvorne stranice od 6. prosinca 2010. (Wayback Machine)